# 漫游眶鋸雀鯛
漫游眶鋸雀鯛（學名：Stegastes planifrons），又稱漫游高身雀鯛，為輻鰭魚綱雀鯛科眶鋸雀鯛屬下的一個種，分布於西大西洋美國佛羅里達州、巴哈馬及加勒比海海域，深度1至30公尺，本魚體呈橢圓形而側扁，吻短而鈍圓。口中型，具頜齒，小而呈圓錐狀，眶下骨裸出，下緣具鋸齒，前鰓蓋骨後緣具鋸齒，下鰓蓋骨後緣無鋸齒，體被櫛鱗，幼魚體色亮黃色，頭部和上半身有一些微小的藍色斑點，其中虹膜上部有一個，有三個獨特的黑點，一個位於背鰭刺和軟條之間的交界處，一個位於尾柄的背側，第三個較小的位於胸鰭基部上方，成魚體棕灰色帶有暗黃色光澤，胸鰭底部有一個大黑斑，背鰭硬棘12枚、背鰭軟條15-17枚、臀鰭硬棘2枚、臀鰭軟條13-14枚，體長可達13公分，棲息在近海珊瑚礁，屬雜食性，以藻類及小型無脊椎動物為食，具有領域性，繁殖期時成對出現，雄魚會守護卵直到孵化，生活習性不明，可做為觀賞魚。